# Битка код Поатјеа
Битка код Поатјеа (понекад: Битка код Тура) одиграла се 10. октобра 732. То је била битка у којој су снаге франачког мајордома Карла Мартела нанеле тежак пораз муслиманској војсци Омејадског калифата под вођством емира Абдула Рахмана. У бици је емир Абдул Рахман убијен.
Муслиманска војска је већ продирала чак до Бургундије и Бордоа. Та победа је зауставила даљи продор муслиманске војске у Европу и сачувала је хришћански карактер западне Европе.
Постоје различите процене величине франачке војске од 20.000 до 30.000. Та франачка војска је била прва западна стајаћа војска од пада Западног римског царства. Били су истренирани да се боре у фалангама против муслиманске тешке коњице. Абдул Рахман је имао на располагању око 80.000, већином маварске лаке коњице којој је додана арапска тешка коњица. И западни и арапски извори наводе да је муслиманска војска била вишеструко бројнија од франачке. Губици током битке се не знају. Постоји један извор који каже да је 1.500 Франака изгубило живот, а муслиманске снаге су претрпјеле јако велике губитке, укључујући губитак команданта.

## Увод

### Муслиманско освајање из Шпаније
Мавари под вођством Ал Сам ибн Малика прелазе у данашњу Француску и ту су прегазили Септимију 719. и успоставили су своје седиште у Нарбони 720. Помоћу луке у Нарбони, Мавари се лако снабдевају и довлаче појачања, тако да освајају околно подручје са градовима, које су контролисали визиготски племићи: Але, Безије, Агд, Лодев, Магелон и Ним. Ал Сам ибн Малика је опседао Тулуз три месеца. У бици код Тулуза 721. побеђује Одо Аквитански, а Ал Сам ибн Малика је ту убијен. Тај пораз је зауставио Маваре и дао потребно време Францима да припреме војску за велику инвазију.
Нарбон у јужној Француској је остао седиште из кога су Арапи продирали дубоко у Франачку. Нарбон је био одлична седиште због лаког снабдевања преко мора. Настављале су се пљачке и продори, тако да су 725. дошли до Отуна у Бургундији.
Одо Аквитански је био само формално под франачком влашћу, а заправо се опирао франачком суверенитету. Био је угрожен и са севера Францима, а са југа Арапима. Због тога склапа споразум са маварским емиром Утманом Каталоније дајући му своју ћерку за жену и арапски напади су престали. Али Утман се побунио против Абдул Рахмана, који је био гувернер целе ел Андалузије. Абдул Рахман је скршио ту побуну и поново је Осо Аквитански без заштите. Велика арапска војска је кренула свом силином против Оде Аквитанског. У бици код Бордоа Одо Аквитански је тешко поражен, а град Бордо је заузет. Покољ хришћана је био тако стравичан, да је Изидор Пасенсије коментарисао: "Само бог зна колико је покланих." Арапи су после тога похарали цели један део Франачке.

### Одо Аквитански моли Франке
Одоа Аквитански се обраћа Францима за помоћ. Пред Карлом Мартелом поново признаје суверенитет Франачке над Аквитанијом. Карло Мартел се за једну такву битку против муслимана припрема читаву деценију. Веровао је да ако падне цела Аквитанија, да ће тада бити изгубљен цели Запад.
Муслимани тада нису били свесни праве снаге франачке армије. Нису знали да је Карло Мартел преко 10 година припремао стајаћу војску од ветерана, да је та војска била добро тренирана. То је била прва права војска после варварских хорди, које су беснеле Европом после пада Рима.

### Напредак према Лоари
Током 732. претходница арапских снага је дошла до Лоаре и тиме је остала одсечена од линије снабдевања и већине своје војске. Након пораза свих снага, које би се опирале, арапске снаге би се поделиле у мање пљачкашке јединице, које су уништавале и пљачкале, док је главна војска споро напредовала.
Одо Аквитански је тако лако поражен код Бордоа, јер се сукобио са арапском коњицом у отвореној бици, док је у бици код Тулуза 721. он напао изненада. Код Бордоа готово цела аквитанска војска је побијена, са минималним муслиманским губицима. Готово сва војска Ода Аквитанског се састојала од пешака, односно била је без оклопљене коњице, као и друге европске војске тога времена. Муслиманска тешка коњица је једноставно разбила аквитанску пешадију у првом нападу и онда су их једноставно побили док су били у бегу.
Арапско-маварска војска је онда после победе код Бордоа кренула да уништава све до Лоаре, припремајући освајање целог југа Франачке.
Једна велика муслиманска војска кренула је у пљачку према Туру, где се налазила једна од најбогатијих цркви тог времена. Када је то чуо мајордом Карло Мартел је скупио својих 15.000-75.000 ветерана. Кретао се према југу избегавајући римске друмове, јер је желео да изненади муслиманску војску. Пошто је намеравао користити фалангу, било је нужно да он одабере бојиште, да формира борбену линију и онда присили муслимане да дођу у битку.

## Битка

### Припреме за маневар
Арапско-маварска војска је била изненађена, јер је близу Тура наишла на врло велику војску, која је била припремљена за битку и још се налазила на повишеном терену. Карло Мартел је одлучио да започне битку у формацији фаланге. Франци су формирали велики квадрат, а ту су наваљали дрвећа и клинова да разбију коњички напад.
Шест дана су се две војске посматрале само са мањим окршајима. Муслимани су чекали да им стигне и преостали део војске. Кад им је стигао и преостали део, још се нису осећали добро. Абдул Рахман није волео што је противник одабрао и простор и услове битке. Карло Мартел је ипак знао да Абдул Рахман неће одустати ту близу Тура, кога Муслимани желе освојити. Нико није хтео да нападне. Франци су били добро обучени за хладно време, а имали су и теренску предност. Арапи нису хтели да нападају, него су желели да Франци изађу у отворену битку, а Франци су желели да Арапи крену узбрдо према њима.
Ту игру чекања добија Карло Мартел, јер Абдул Рахман коначно седмог дана одлучује да нападне.

### Почетак битке, Франци одолевају оклопљеној коњици
Абдул Рахман је веровао у тактичку супериорност своје коњице и са њом је увек изнова нападао. Муслимани су већ много пута победили са својом коњицом наоружаном дугим копљима и сабљама. Франци су зависили од неоклопљених пешака.
Карло Мартел је добро обучио своје ветеране. Неколико пута арапска коњица је нападала пешачку линију, али није успевала да разбије борбени поредак. Било је много мртвих на обе стране, али франачка борбена линија је одолевала. То је било први пут да је неоклопљена пешадија издржала жестоке коњичке нападе.

### Преокрет у бици
Муслиманска коњица је успела да уђе у заштићени квадрат и угрози самог Карла Мартела. Ипак франачка линија се добро држала и одолевала је.
Карло Мартел је послао извиђаче да праве хаос у арапској позадини. Мартелови извиђачи су напали арапски логор у коме је био ратни плен. Када су Арапи током битке чули да је угрожено све оно благо које су освојили као ратни плен у Бордоу, појурили су у свој логор да осигурају благо. Тиме је разбијен један део муслиманских линија.
Остатак муслиманске војске, који није знао о чему се ради помислио је да се ради о повлачењу муслиманске војске. То се претворило у непредвиђено опште повлачење. Абдул Рахман је покушао да заустави повлачење. При томе је био опкољен и погинуо је. Погибија вође доводи до општег повлачења муслимана у свој логор.
Франци су се поново поставили у фалангу, верујући да ће се битка поново ујутро наставити.

### Следећи дан
Следећи дан муслимани нису наставили битку, него су се повукли. Карло Мартел није одмах веровао. Сматрао је да се ради о покушају да га наведу у заседу или да напусти повољну позицију у којој се налази.
У муслиманском логору ту ноћ је била велика свађа ко ће бити вођа после смрти Абдул Рахмана. Било је ту много нација у муслиманској војсци, Арапа, Мавара, Персијанаца и мноштво других. Никако се нису могли сложити. Једини је Абдул Рахман имао калифову фатву и ауторитет. Пошто се никако нису могли сложити ко ће бити вођа повлаче се иако су били много јачи од Франака и могли су победити.
Карло Мартел је успео немогуће, да са пешацима без стрела победи оклопљену коњицу. Победом над далеко супериорнијим непријатељем ушао је у легенду као велики генерал.

### Последице
Арапи су се повукли преко Пиринеја, а Карло Мартел је тада наставио да истерује муслиманске снаге из Француске. После Оде Аквитанског његов син Хунолд је тражио независност Аквитаније. Иако је желео Аквитанију под својим суверенитетом, Карло Мартел признаје Аквитанију, пошто су му Арапи угрожавали Провансу. Када су се муслимани вратили Хунолд признаје суверенитет Карла Мартела.
Арапске поморске инвазије је предводио син Абдул Рахмана. Искрцао се код Нарбона 736. Карло Мартел је повратио Авињон и Арл уз помоћ краља Лангобарда. Ним, Безије и Агд поново заузима, а тврђаве разара. Код Арла Карло Мартел наноси тежак пораз муслиманским снагама, а град спаљује до темеља да не би више био муслиманска база за даље продирање. Код Нарбона побеђује муслиманску војску на реци Бер, али не успева заузети град. Оставио је Нарбон сам и изолован, а Карлов син ће га касније ослободити.
У бици код реке Бер Карло Мартел је први пут користио тешку коњицу у координацији са фалангама пешадије. Ту је победио многобројније муслиманске снаге. Та способност координације тешке коњице и одличне пешадије дала је Карлу Мартелу моћ да побеђује далеко бројније муслиманске снаге.

## Занимљивост
Ова битка се помиње код Његоша у Горском вијенцу:

Францускога да не би бријега, 

Арабијско море све потопи